# Glissement de terrain du Mas d'Avignonet
Le glissement de terrain du Mas d'Avignonet est une instabilité de versant qui se traduit par des affaissements situés dans les Alpes françaises, en Isère, au-dessus du lac de Monteynard-Avignonet. Il est situé sur la commune d'Avignonet et affecte une combe où se situent les hameaux et lotissements du Mas, du Cros et de Clairet. L'ensemble du versant glisse vers l'est en direction du lac suivant des phénomènes de fluage superficiels, glissements de terrain de type plan et de glissements de terrain de type circulaire en profondeur qui entraînent l'apparition de fissures, d'arrachements et de bourrelets. Le glissement de terrain est notamment suivi par l'Institut des risques majeurs de Grenoble. Ces phénomènes sont identiques à ceux du glissement de terrain de l'Harmalière tout proche situé immédiatement au sud, sur la commune de Sinard et affectant une combe voisine.
Le lieu même du glissement de terrain comportant des habitations et des infrastructures (routes, camping, etc.), des procédures d'expropriation sont en cours.